# Retorno a Brideshead (serie de televisión)
Retorno a Brideshead (Brideshead Revisited) es una  serie de televisión británica de 1981 basada en la novela homónima de Evelyn Waugh.

## Producción
La novela fue adaptada para la pequeña pantalla por el productor Derek Granger y Martin Thompson después de que el guion inicial escrito por John Mortimer fuera rechazado. Estuvo dirigida principalmente por Charles Sturridge aunque parte de uno o más episodios los dirigió Michael Lindsay-Hogg. Otro elemento importante de la serie fue la banda sonora, compuesta por Geoffrey Burgon, en la que destacaba especialmente la trompeta barroca.
Las escenas ambientadas en Oxford se rodaron en los colleges de Hetford, Wadham y Christ Church y las localizaciones de la hacienda ficticia de Brideshead fueron filmadas en el Castillo de Howard (Yorkshire). Las escenas sobre la cubierta del transatlántico se rodaron en el Queen Elizabeth 2.
En comparación con las series de la televisión británica de los años 70, Retorno a Brideshead contó con un generoso presupuesto debido a que la renovación de la licencia de emisión se encareció en 1981, motivo por el que Granada Television concibió la serie para demostrar ser una cadena de calidad.
La serie fue galardonada en 1982 con el premio a la mejor serie dramática por la British Television Academy, y en 2000 fue incluida en el número 10 de la lista de los 100 mejores programas de la televisión británica elegidos por el British Film Institute. En 2010, figuró en 2.º lugar según The Guardian entre los 50 mejores dramas televisivos de todos los tiempos.
En España se emitió por primera vez entre enero y marzo de 1983 a través de La 2. También fue doblada en catalán y emitida por el canal TV3. Fue un gran éxito en España y se distribuyó en DVD. Actualmente se puede ver en Filmin.

## Descripción
Compuesta por 11 episodios, la serie se funda en la novela homónima de Evelyn Waugh (Londres, 28 de octubre de 1903-Taunton, 10 de abril de 1966), un escritor británico conocido por sus críticas, a menudo en forma de sátira, sobre la aristocracia y la alta sociedad inglesa y por su conversión al catolicismo. La historia del capitán Charles Ryder y su relación homosexual con su compañero de la universidad de Oxford Sebastian Flyte se cuenta con gran detalle, y con gran atención a los elementos ambientales, primorosamente evocados. La historia, que toca muchos temas queridos por Waugh, como la diferencia de clase, los contrastes religiosos entre católicos y anglicanos, la homosexualidad y la hipocresía de la sociedad inglesa de entreguerras, se presenta con maestría mediante el uso de un narrador, Charles Ryder, como voz en off, y numerosos flashbacks, utilizando los castillos de Yorkshire y Venecia como suntuoso fondo del argumento, imbuido de nostalgia y decadentismo y con un equilibrio en el tono de la representación que, pese a su comedimiento, se muestra con todo muy incisivo.
Los protagonistas absolutos son los ganadores del Oscar Jeremy Irons y Laurence Olivier, quienes contribuyeron en gran medida al éxito de la serie: nominada a 11 Premios Emmy y 3 Globos de Oro, ganó numerosos premios, incluidos 2 Globos de Oro a la mejor miniserie de televisión. y mejor actor para Anthony Andrews (Sebastian Flyte) y un Premio Emmy para Laurence Olivier al Mejor Actor de Reparto (Lord Marchmain). Llamada "la música más hermosa jamás escrita para la televisión", la banda sonora de Brideshead Revisited ganó el prestigioso Premio Ivor Novello para el compositor Geoffrey Burgon.

## Reparto
| Actor            | Personaje       |
| ---------------- | --------------- |
| Jeremy Irons     | Charles Ryder   |
| Anthony Andrews  | Sebastian Flyte |
| Diana Quick      | Julia Flyte     |
| Claire Bloom     | Lady Marchmain  |
| Laurence Olivier | Lord Marchmain  |
| Phoebe Nicholls  | Cordelia Flyte  |
| John Gielgud     | Edward Ryder    |
| Jane Asher       | Celia Ryder     |
| Nickolas Grace   | Anthony Blanche |
| Charles Keating  | Rex Mottram     |
| Stéphane Audran  | Cara            |
| Simon Jones      | Lord Brideshead |

## Premios

### Premios BAFTA
- Mejor serie dramática
- Mejor Actor - Anthony Andrews
- Mejor diseño de vestuario - Jane Robinson
- Mejor diseño escénico - Peter Phillips
- Mejor editor de cine - Anthony Pernil
- Mejor sonido de cine - Phil Smith y John Whitworth
- Mejor maquillaje - Deborah Tinsey y Ruth Quinn

### Nominaciones BAFTA
- Mejor actor - Jeremy Irons / John Gielgud; / Nicholas Grace
- Mejor actriz - Claire Bloom; Diana Quick
- Mejor cámara – Ray Goode
- Mejor música original para televisión - Geoffrey Burgon

### Premios EMMY
- Mejor actor de reparto Laurence Olivier

### Nominaciones EMMY
- Mejor serie
- Mejor actor - Anthony Andrews; Jeremy Irons
- Mejor actor de reparto - John Gielgud
- Mejor actriz de reparto - Claire Bloom
- Mejor dirección - Charles Sturridge y Michael Lindsay-Hogg
- Mejor guion - John Mortimer
- Mejor dirección artística: Peter Philips
- Mejor vestuario – Jane Robinson
- Mejor diseño gráfico y secuencias Valerie Pye

### Premios Globos de oro
- Mejor miniserie o película para TV
- Mejor actor en una miniserie o película para TV - Anthony Andrews

### Nominaciones a los Globos de oro
- Mejor actor en una miniserie o película para TV - Jeremy Irons.